# Megchel Doewina
Megchel J. Doewina (1950) is een Nederlandse auteur, pseudoniem van Linie Plukker. Op haar naam staan onder meer de roman Paso Doble (1987), de novelle Huize Avondroze (1988), de verhalenbundel De Vliegende Hollander (1992), de ideeënroman De Slingerberg (2016) en een aantal korte verhalen, gepubliceerd in tijdschriften als De Tweede Ronde, Tirade en Lust & Gratie. Daarnaast schrijft zij essays, waarvoor haar een schrijversbeurs werd toegekend door het literaire tijdschrift Hollands Maandblad.
Op haar website Doewina.nl hield zij een blog bij over Huize Plantago, een verpleegtehuis ergens in Gelderland. Op de website Over-en-Weer.nl blogt zij sinds 2017 met studievriend van vroeger Fons.
Op 8 april 2022 werd door Literaire Bakens Nijmegen een inscriptie onthuld van een citaat uit Paso Doble, aangebracht in de monumentale schoorsteen van de voormalige Dobbelmannfabriek in Nijmegen.

## Overzicht publicaties
Boeken
- Paso Doble (1987) - roman, Uitgeverij Furie, Amsterdam, eerste druk; uitgeverij Nijgh & Van Dimar, Amsterdam, tweede druk; uitgeverij Flush, Nijmegen, derde druk (roofdruk)
- Huize Avondroze (1988) - novelle, Uitgeverij Furie, Amsterdam – 1988
- Juttekop (1991) - verhalenbundeltje (bibliofiele uitgave), Ravenberg Pers, Oosterbeek - 1991
- De Vliegende Hollander (1992) - verhalenbundel, Nijgh & Van Ditmar, Amsterdam, eerste druk, 1992; United PC, Amsterdam, tweede druk, 2017
- De Slingerberg (2016) - roman, Uitgeverij Boekscout Printing on Demand, Soest - 2016

Essays
- Meneer Beerta en de Vuile Handen (2002), in: Hollands Maandblad no. 11 – 2002
- Arjan Peters, literair criticus (2002), in: Hollands Maandblad no. 8/9 – 2002
- Oude wijn, nieuwe zakken (2003), in: Hollands Maandblad no. 12 – 2003
- Kommaneuken (2006), in: Hollands Maandblad no. 11 – 2006

Korte verhalen
- Te geleerd (1983) – kort verhaal, in: Vrouwen van Nijmegen – twintig jaar in beweging, 1983, De Feeks, Nijmegen (bundel artikelen, verhalen en interviews, verschillende auteurs)
- Lichtgevende Ogen (1984) - romanfragment, in: Lust & Gratie, lesbisch cultureel tijdschrift, winter 1984
- Roomser dan de paus (1987) – kort verhaal, in: De borsten van mevrouw Lozinski en andere verhalen, 1987, Uitgeverij Furie (verhalenbundel, verschillende auteurs)
- Huize Avondroze (1987) - novellefragment, in: Lust & Gratie, lesbisch cultureel tijdschrift, winter 1987
- Moederdag (1989) – kort verhaal, in: De Bal – Berichten van het voetbalveld, 1989, Parnassus Press Utrecht (verhalenbundel, verschillende auteurs)
- De literaire Selectie - Elf voetbalverhalen en drie reserves, 1998, Novella Uitgeverij B.V. te Amersfoort (verschillende auteurs)
- Neede (1990) - ode aan mijn geboorteplaats, 75e uitgave in een serie van de Stichting Beelden Kunst Gelderland getiteld Gelderland in proza, poëzie en prenten (mei 1990)
- Het trampolinegevoel (1991) – kort verhaal, in: De Tweede Ronde (uitgeverij Bert Bakker, Amsterdam), tijdschrift voor literatuur, lente 1991
- Katjes (1991) – kort verhaal, in: Tirade (uitgeverij G.A. van Oorschot, Amsterdam), november/december 1991
- Hoogvereerde, genadige Vrouw! (1991) - bijdrage, in: het Liber Amicorum voor Andreas Burnier, Lust & Gratie, lesbisch cultureel tijdschrift, zomer 1991
- De vliegende Hollander (1995) - kort verhaal, in: Zusters op Reis, vijftien opwindende reisverhalen van vrouwen, 1995, uitgeverij Prometheus Amsterdam (verhalenbundel, verschillende auteurs)
- Me Hoochst Vereerlijckte Joffrouwe (1997) – bijdrage, in: Brieven Onder Nummer (Br.O.Nr.), een uitgave van de GBK, verschenen ter gelegenheid van 50 jaar Gemeenschap Beeldende Kunstenaars (1947 – 1997), met 14 brieven van 14 schrijvers en 14 postzegels van 14 kunstenaars geïnspireerd door De Liefdesbrief van Johannes Vermeer
- Remmethodes (2002) - kort verhaal (bibliofiele uitgave), met illustraties van Paul Jorritsma, Bosbespers / Ravenberg Pers, Oosterbeek – 2002/2003

Bezorgd
- Oorlogsdagboek Marie van Kessel 1940-1945 (2020) - Uitgave onder auspiciën van het Bestuur van de Stichting Vrienden van Museum Kasteel Wijchen Redactie: Linie Plukker